# Voodoo 3
La Voodoo 3 è la terza serie della linea di schede grafiche per pc prodotta da 3dfx. Uscita alla fine del 1998, la scheda utilizza il chip grafico Avenger, sostanzialmente un core Voodoo 2 con un acceleratore video 2D a 128 bit.

## Storia
Subito prima del lancio delle Voodoo 3, la 3dfx inglobò la STB Systems, all'epoca una delle maggiori industrie di schede video al mondo. Questa mossa fu un chiaro segno delle intenzioni della compagnia Californiana di voler produrre da sola le proprie schede video. Sempre in ambito di questo progetto dal 1999 la 3dfx incominciò a farsi conoscere al pubblico con il proprio nome, invece che con quello dei suoi partner. La compagnia spese molto in un'intensa campagna pubblicitaria.
La 3dfx, sebbene sia ormai sparita dalla scena, acquisita dalla NVIDIA alla fine del 2000, ha avuto il merito di rivoluzionare a metà anni novanta la grafica dei personal computer, introducendo per prima la cosiddetta accelerazione 3d.